# Lee Strobel

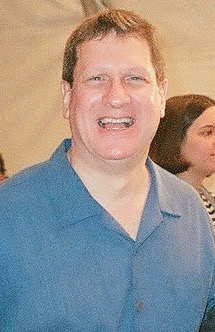
Lee Strobel (2007)

Lee Patrick Strobel (* 25. Januar 1952 in Arlington Heights, Illinois) ist ein US-amerikanischer Journalist, Buchautor und evangelikaler Pastor. Er gilt als einer der bekanntesten zeitgenössischen christlichen Apologeten und von seinen über vierzig Werken wurden bis 2021 weltweit insgesamt 14 Millionen Exemplare vertrieben. Mit seinem 1998 erschienenen Buch The Case for Christ: A Journalist's Personal Investigation of the Evidence for Jesus (deutsch: Der Fall Jesus: ein Journalist auf der Suche nach der Wahrheit) wurde er zum preisgekrönten Bestsellerautor.

## Leben
Strobel studierte Journalismus an der Universität von Missouri und Recht an der Yale Law School. Er arbeitete vierzehn Jahre als Gerichtsreporter für die Chicago Tribune und erhielt mehrere Preise für seine Reportagen.
Als sich seine Frau Leslie dem christlichen Glauben zuwandte, kam er dazu, seine atheistischen Überzeugungen zu hinterfragen. Durch eine Predigt von Bill Hybels der Willow Creek Community Church angeregt, begann er 1980, sich mit dem Christentum zu befassen, las Bücher mit Argumenten für und gegen den Glauben, und interviewte theologische Experten wie Bruce M. Metzger, Ben Witherington und Edwin M. Yamauchi. Die Ergebnisse veröffentlichte er 1998 in seinem Buch The Case for Christ: A Journalist's Personal Investigation of the Evidence for Jesus (deutsch: Der Fall Jesus: ein Journalist auf der Suche nach der Wahrheit). Er selbst wurde nach eigenen Worten von den vorgetragenen Argumenten überzeugt.
Strobel wurde in der Willow-Creek-Gemeinde aktiv, gab später seinen ursprünglichen Beruf auf und arbeitete ab 1987 als Lehrpastor und Autor in Chicago und später bei Saddleback Church in Los Angeles. Er arbeitete als Gastgeber für das Fernsehprogramm Faith Under Fire (deutsch: Glaube unter Beschuss). Er lehrte Recht an der Roosevelt University und war Professor für christliche Apologetik an der Houston Baptist University. Er gründete das Lee Strobel Center for Evangelism and Applied Apologetics an der Colorado Christian University.
Seit 2002 konzentrierte er sich vorwiegend auf seine schriftstellerische Arbeit und Lehrtätigkeiten. Im englischen Sprachraum hat er bis 2019 insgesamt über 8,5 Millionen Bücher verkauft, sein Buch „Der Fall Jesus“ erlebte in deutscher Sprache bereits die 9. Auflage. 2016 wurde der Stoff des Buches vom Drehbuchautor Brian Bird und dem Regisseur Jon Gunn mit dem Schauspieler Mike Vogel als Lee Strobel und Erika Christensen als seine Frau verfilmt und 2017 veröffentlicht.
Strobel vertritt in seinen Büchern die Intelligent-Design-These.

## Familie
Er ist seit 1973 verheiratet mit Leslie, sie haben zwei Kinder, einige Enkelkinder und wohnen in Südkalifornien.

## Kritik
Kritiker werfen ihm vor, die Argumente einseitig auszuwählen und nur Interviews mit Vertretern des christlichen Standpunktes, nicht aber mit Gegnern zu führen. Christliche Apologeten verteidigen Strobel, indem sie anführen, dass seine Werke christliche Apologetik seien und keinen Anspruch auf journalistische Neutralität erhöben.

## Ehrungen
Strobel erhielt für seine Bestseller The Case for Christ, The Case for Faith, The Case for a Creator und The Case for Grace nationale US-amerikanische Buchpreise. 2017 gewann er einen amerikanischen Filmpreis für sein verfilmtes Werk The Case for Christ.

## Werke (Auswahl)
- Reckless Homicide? Ford's Pinto Trial, 1980, ISBN 0-89708-022-X.
- Inside the Mind of Unchurched Harry and Mary, 1993, ISBN 0-310-37561-4.
- What Jesus Would Say, 1994, ISBN 0-310-48511-8.
- God's Outrageous Claims, 1998, ISBN 0-310-26612-2.
- The Case for Christ: A Journalist's Personal Investigation of the Evidence for Jesus, Zondervan, Grand Rapids 1998, ISBN 0-310-22605-8.
- The Case for Faith: A Journalist Investigates the Toughest Objections to Christianity, Zondervan, Grand Rapids, 2000, ISBN 0-310-22015-7.
- Surviving a Spiritual Mismatch in Marriage, 2002, ISBN 0-310-22014-9.
- The Case for a Creator: A Journalist Investigates Scientific Evidence That Points Toward God, Zondervan, Grand Rapids 2004, ISBN 0-310-26386-7.
- The Case for Easter: Journalist Investigates the Evidence for the Resurrection, Zondervan, Grand Rapids 2004, ISBN 0-310-25475-2.
- mit Garry Poole: Experiencing the Passion of Jesus, Zondervan, Grand Rapids 2004, ISBN 0-310-26375-1.
- The Case for Christmas: A Journalist Investigates the Identity of the Child in the Manger, Zondervan, Grand Rapids 2005, ISBN 0-310-25476-0.
- Discussing the Da Vinci Code: Exploring the Issues Raised by the Book and Movie, 2006, ISBN 0-310-27263-7.
- The Case for the Real Jesus: A Journalist Investigates Current Attacks on the Identity of Christ, Zondervan, Grand Rapids 2007, ISBN 0-310-24210-X.
- The Unexpected Adventure: Taking Everyday Risks to Talk with People about Jesus, Zondervan, Grand Rapids 2009, ISBN 0-310-28392-2.
- The Ambition: A Novel, Fiction, Zondervan, Grand Rapids 2011, ISBN 0-310-29267-0.
- The Case for Christianity Answer Book, Zondervan, Grand Rapids 2014, ISBN 0-310-33955-3.
- The Case for Hope: Looking Ahead with Confidence and Courage, Zondervan, Grand Rapids, ISBN 0-310-33957-X.
- The Case for Grace: A Journalist Explores the Evidence of Transformed Lives, Zondervan, Grand Rapids, ISBN 0-310-25923-1.
- Today's Moment of Truth: Devotions to Deepen Your Faith in Christ, Zondervan, Grand Rapids 2016, ISBN 0-310-35940-6.
- In Defense of Jesus: Investigating Attacks on the Identity of Christ, 2016.
- The Case for Miracles: A Journalist Investigates Evidence for the Supernatural, 2018.
- The Case for Heaven: A Journalist Investigates Evidence for Life After Death, 2021.

### Übersetzungen ins Deutsche
- Beim Wort zum Sonntag schalt’ ich ab. Die Welt eines Kirchendistanzierten verstehen, Brockhaus, Wuppertal 1995, ISBN 978-3-41724-230-0.
- Der Fall Jesus. Ein Journalist auf der Suche nach der Wahrheit, Gerth, Asslar 1999, ISBN 978-3-86591-922-9 (Jubiläumsedition 2014).
- Warum? Wie kann ein liebender Gott Leid zulassen? Gerth, Asslar 2002, ISBN 978-3-86591-830-7 (Mit einem Vorwort von Prof. Dr. Klaus Berger).
- Der Fall Jesus für Teens. Ein Journalist auf der Suche nach der Wahrheit, Gerth, Asslar 2004, ISBN 978-3-86591-801-7.
- Glaube im Kreuzverhör. Ein Journalist hinterfragt das Christentum, Gerth, Asslar, 2004, ISBN 978-3-89490-387-9.
- Glaube im Kreuzverhör – Für Teens. Ein Journalist hinterfragt das Christentum, Gerth, Asslar 2004, ISBN 978-3-89490-458-6.
- Die Passion Christi verstehen. Kreuzigung und Auferstehung – dem größten Ereignis der Geschichte auf der Spur, Gerth, Asslar 2004, ISBN 978-3-89490-545-3.
- Die Auferstehung Christi: Mythos oder Wahrheit? Gerth, Asslar 2004, ISBN 978-3-89490-547-7.
- mit Leslie Strobel: Wenn der Glaube zwischen uns steht. Als Christ allein in der Ehe, Gerth, Asslar 2004, ISBN 978-3-89490-467-8.
- Indizien für den Schöpfer. Ein Journalist im Spannungsfeld von Evolution und Schöpfung, Gerth, Asslar 2005, ISBN 978-3-86591-012-7.
- Indizien für einen Schöpfer – Für Teens, Ein Journalist im Spannungesfeld von Evolution und Schöpfung. Gerth, Asslar 2006, ISBN 978-3-86591-822-2.
- Was ist dran an Weihnachten? Gerth, Asslar 2006, ISBN 978-3-86591-831-4.
- Auf den Kopf gestellt. Warum auf Nummer sicher gehen gefährlich ist und andere lebensverändernde Erkenntnisse, Gerth, Asslar 2007, ISBN 978-3-86591-813-0.
- Dem Himmel auf der Spur: Ein Journalist auf der Suche nach Indizien für ein Leben nach dem Tod, Gerth, Asslar 2023, ISBN 978-3-95734-955-2